# Creuzançais
Le Creuzançais est un cours d'eau français, qui coule dans le département de l'Indre, en région Centre-Val de Loire.
C'est un affluent de la Bouzanne, donc un sous-affluent de la Loire, par la Creuse et la Vienne.

## Géographie

### Cours
Le cours d'eau à une longueur de 28,2 km.
Il prend sa source dans le département de l'Indre, à 218 m d'altitude, près du lieu-dit « Charon », sur le territoire de la commune d'Orsennes, puis s'écoule vers le nord.
Son confluent avec la Bouzanne, se situe dans le département de l'Indre, à 134 m d'altitude, sur le territoire de la commune d'Arthon,.

### Départements et communes traversés
Le Creuzançais traverse cinq communes : Arthon, Bouesse, Buxières-d'Aillac, Maillet et  Orsennes,.

### Bassin versant
Les bassins hydrographiques sont découpés dans le référentiel national BD Carthage en éléments de plus en plus fins, emboîtés selon quatre niveaux : régions hydrographiques, secteurs, sous-secteurs et zones hydrographiques.
Le Creuzançais traverse les trois zones hydrographiques suivantes :
- le Creuzançais & ses affluents ;
- la Bouzanne du Creuzançais à la Creuse ;
- la Bouzanne du Gourdon au Creuzançais.

Le bassin versant du Creuzançais s'insère dans la zone hydrographique « Le Creuzançais & ses affluents », au sein du bassin DCE plus large « La Loire, les cours d'eau côtiers vendéens et bretons ».

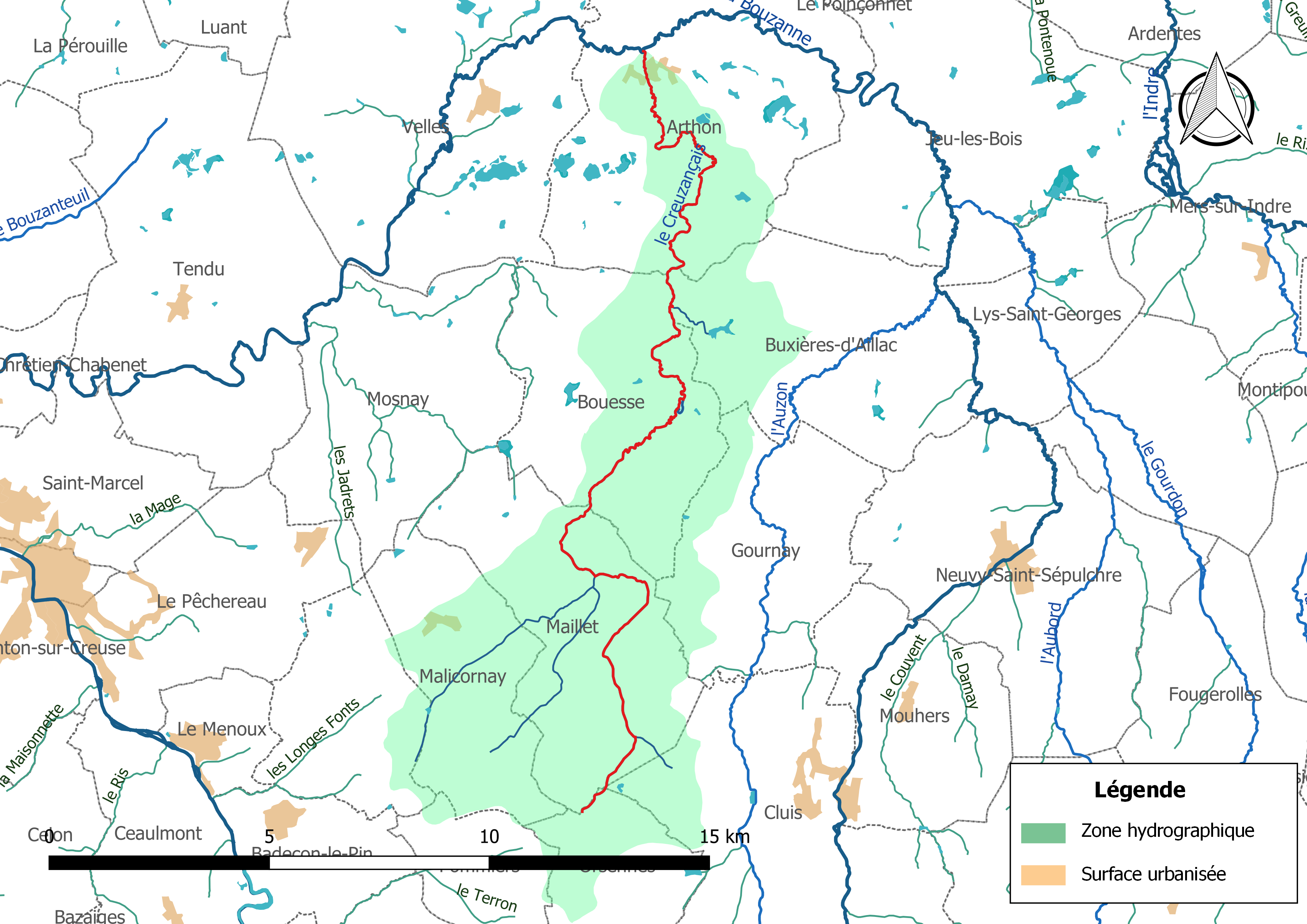
Le Creuzançais (en rouge) et la zone hydrographique dans laquelle il s'insère.
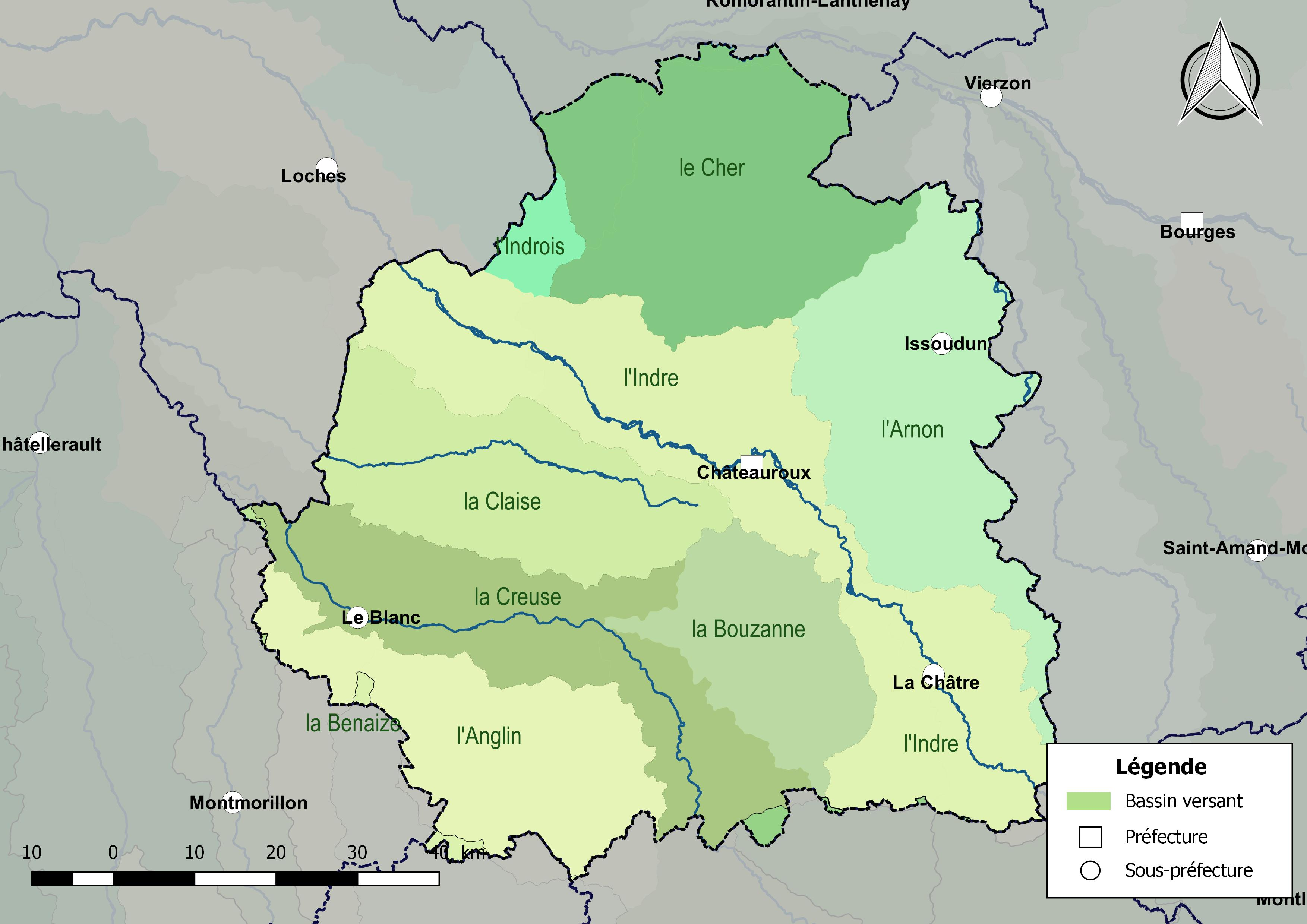
Les principaux bassins versants du département de l'Indre.

#### Échelle du bassin
En France, la gestion de l’eau, soumise à une législation nationale et à des directives européennes, se décline par bassin hydrographique, au nombre de sept en France métropolitaine, échelle cohérente écologiquement et adaptée à une gestion des ressources en eau. L'Aigronne est sur le territoire du bassin Loire-Bretagne et l'organisme de gestion à l'échelle du bassin est l'agence de l'eau Loire-Bretagne.

## Affluents
Le Creuzançais possède trois affluents.
| Noms     | km |
| -------- | -- |
| L4644300 | 6  |

| Noms     | km |
| -------- | -- |
| L4644600 | 1  |
| L4644100 | 1  |

### Rang de Strahler
Son rang de Strahler est de trois.

## Hydrologie

### État des masses d'eau et objectifs

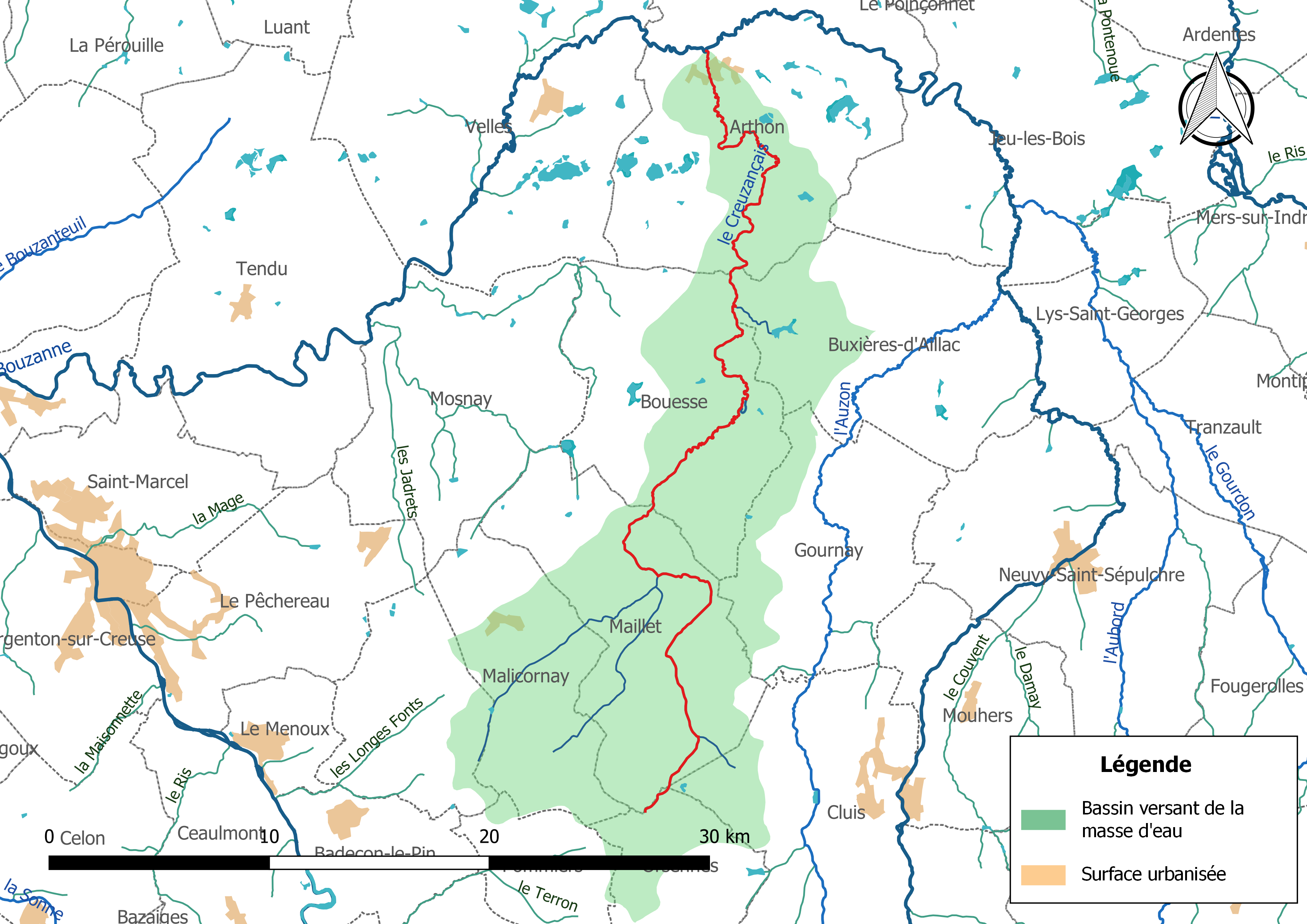
Masse d'eau « FRGR1916 », avec mise en exergue du cours d'eau « le Creuzançais » (en rouge).

Pour les cours d’eau, la délimitation des masses d’eau est basée principalement sur la taille du cours d’eau et la notion d’hydro-écorégion. Ces masses d’eau servent ainsi d’unité d’évaluation de l’état des eaux dans le cadre de la directive européenne.
Le Creuzançais fait partie de la masse d'eau codifiée FRGR11916 et dénommée « Le Creuzançais et ses affluents depuis la source jusqu'à la confluence avec la Bouzanne ».
Le schéma directeur d'aménagement et de gestion des eaux (Sdage) Loire-Bretagne est un document de planification dans le domaine de l’eau. Il définit, pour une période de six ans les grandes orientations pour une gestion équilibrée de la ressource en eau ainsi que les objectifs de qualité et de quantité des eaux à atteindre dans le bassin Loire-Bretagne. L'état des lieux 2013 défini dans la SDAGE 2016 – 2021 et les objectifs à atteindre pour cette masse d'eau sont les suivants,, :
| Code masse d'eau    | FRGR1916                                                                                 |
| Libellé masse d'eau | Le Creuzançais et ses affluents, depuis la source jusqu'à la confluence avec la Bouzanne |

| Écologique | Biologique | Physico-chimie générale | Polluants spécifiques |
| ---------- | ---------- | ----------------------- | --------------------- |
| Moyen      | Moyen      | Moyen                   | X                     |

| Écologique | Chimique | Global   |
| ---------- | -------- | -------- |
| Bon état   | Bon état | Bon état |

## Aménagements et écologie

### Milieu naturel
Le cours d'eau est de deuxième catégorie.